# Dries Riphagen
Bernardus Andries «Dries» Riphagen (Ámsterdam, Países Bajos, 7 de septiembre de 1909 - Montreux, Suiza, 13 de mayo de 1973) fue un gánster holandés y colaborador nazi que colaboró en los Países Bajos con el Sicherheitsdienst (SD) de la Alemania nazi para localizar la mayor cantidad posible de judíos holandeses y entregarlos a los campos de concentración durante la ocupación nazi de los Países Bajos.
Dries Riphagen se ganaba la confianza de los judíos que buscaban su ayuda prometiendo salvaguardar sus pertenencias, principalmente joyas, hasta la conclusión de la Segunda Guerra Mundial, solo para defraudarlos y notificar al SD su ubicación. Después del final de la guerra en Europa, fingió su muerte y se escondió. Depositó las pertenencias judías y el dinero obtenido de ellas en un banco indeterminado en la neutral Suiza y, al igual que muchos oficiales nazis, huyó a Argentina, asentándose en Buenos Aires por unos años. Regresó a Europa en secreto en algún momento entre 1950 y 1970 para retirar las joyas mal adquiridas. Las autoridades holandesas emitieron una orden de arresto y una recompensa por Riphagen en 1988, pero más tarde se descubrió que ya había muerto en una clínica privada suiza en Montreux en 1973.

## Biografía

### Juventud
Dries Riphagen nació como el octavo hijo de una familia de Ámsterdam. El padre de Riphagen trabajó para la Armada, mientras que su madre murió cuando él tenía seis años. Su padre se casó por segunda vez pero, dado su alcoholismo, no cuidaba bien de sus hijos. A la edad de 14 años, Dries Riphagen fue enviado al notorio centro de entrenamiento de la marina mercante Pollux, y, de 1923 a 1924, se hizo a la mar como marinero. Posteriormente, se quedó en los Estados Unidos durante dos años trabajando para Standard Oil, tiempo durante el cual entró en contacto con los círculos criminales locales y aprendió sus métodos. Uno de sus apodos, «Al Capone», proviene de este tiempo que vivió en Estados Unidos.
Después de su regreso de los Estados Unidos, Riphagen se unió al Partido Nacional Socialista de los Trabajadores Holandeses (NSNAP), un partido menor extremadamente antisemita cuyo objetivo era que los Países Bajos se convirtieran en una provincia del Reich alemán. Se convirtió en una de las principales figuras del submundo criminal de Ámsterdam, conocido entre los proxenetas de Rembrandtplein, y desarrolló el gusto por las joyas, las piedras preciosas y los juegos de azar, y también por el uso de autos usados, a veces robados.

### Durante la ocupación alemana
Durante la Segunda Guerra Mundial, Riphagen no solo continuó sus actividades criminales sino que las expandió en una cooperación provechosa con los ocupantes alemanes como un aliado confiable del servicio de inteligencia alemán, el SD, y más tarde como miembro de la Oficina Central para la Emigración Judía en Ámsterdam. Su tarea, junto con sus "colegas" del submundo criminal de Ámsterdam, era descubrir el mercado negro y rastrear las propiedades judías, que se estaba comercializando fuera de las regulaciones de divisas alemanas de la época. Como beneficio adicional, los hombres recibieron entre cinco y diez por ciento de los bienes confiscados, pero también se guardaron muchos objetos de valor en sus propios bolsillos.
Dries Riphagen pronto participó en la búsqueda de judíos (Judenjagd) junto con miembros de la familia Olij, a quienes se les llamaba Jodenkloppers (golpeadores de judíos). A partir de 1943 formó parte de la Columna Henneicke, un grupo de investigadores que buscaban a judíos que se habían pasado a la clandestinidad. Este grupo de, aproximadamente, cincuenta miembros fue fundado en 1942 por Wim Henneicke, el hijo apátrida de un inmigrante alemán. Del 4 de marzo al 31 de marzo de 1943, la Columna, que consistía principalmente en criminales profesionales, entregó 3.190 judíos a las autoridades alemanas, que los deportaron a campos de concentración en Europa del Este. Se pagó una recompensa de entre 7,50 y 40 florines por persona. La Columna también obligó a los judíos amenazados de deportación a traicionar a otros judíos que se hubieran escondido. Hacia finales de 1943, Riphagen había amasado una pequeña fortuna, que depositó en varias cuentas en Bélgica y Suiza. Finalmente, la Columna Henneicke fue disuelta por corrupción. Riphagen fue empleado en el último año de la guerra por el Grupo Hoffmann del SD en Assen, que se especializó en la detección de aviadores aliados derribados y armas que habían sido arrojadas en auxilio de la resistencia.
Riphagen jugó un papel importante en 1944 en la detención parcial de la organización de resistencia clandestina Centro de Documentación de identidad (Persoonbewijzencentrale), en el curso del cual fue asesinado el combatiente germano-judío de la resistencia Gerhard Badrian.

### Después de la guerra
Después de la guerra, Dries Riphagen fue buscado por la policía por traición y colaboración con las fuerzas de ocupación alemanas, y el fiscal lo consideró responsable de la muerte de, al menos, 200 personas. Riphagen contactó con el excombatiente de la resistencia y jefe de policía en Enschede, Willem Evert Sanders, que quería hacer un trato con él. Riphagen no fue entregado a las autoridades oficiales, sino que fue puesto bajo arresto domiciliario como un prisionero "privado" a cambio de información sobre los colaboradores y las redes amigas de Alemania. En febrero de 1946 escapó; según los rumores, sus amigos del submundo del hampa lo ayudaron a cruzar la frontera en un ataúd dentro de un coche fúnebre, pero según hallazgos más recientes, el escape fue organizado por dos miembros del servicio secreto neerlandés, el Servicio General de Inteligencia y Seguridad, Frits y Piet Kerkhoven. Desde Bélgica pasó tres meses viajando a España en bicicleta, según su hijo Rob.
En mayo de 1946, Riphagen fue detenido en Huesca, España, porque carecía de los documentos personales necesarios. Fue encarcelado, pero por intervención de un sacerdote jesuita fue puesto en libertad bajo fianza, bajo la orden de rectificar sus papeles. A continuación, obtuvo un pasaporte Nansen, y Frits Kerkhoven le proporcionó ropa y zapatos en los que se ocultaban los diamantes que había depositado previamente en Kerkhoven. Cuando estaba a punto de ser extraditado a los Países Bajos, viviendo en Madrid, voló a Argentina el 21 de marzo de 1948 con un amigo. Su dirección de contacto allí también era la de un sacerdote jesuita, pero no se sabe nada de ninguna conexión con los llamados ratlines. El embajador neerlandés en Buenos Aires, Floris Carcilius Anne Baron van Pallandt, presentó una solicitud de extradición, que, sin embargo, se basaba únicamente en delitos menores como el robo armado y robo de vehículos y que fueron denegados por el poder judicial argentino, ya que habían prescrito y porque las evidencias presentadas eran inadecuadas.
El hecho de que Riphagen no fuera entregado a los Países Bajos fue muy probablemente debido a sus buenas amistades. Era amigo de un miembro de la Corte Suprema de Argentina, Rodolfo Valenzuela[cita requerida]. Se instaló en Belgrano, un barrio de Buenos Aires, donde dirigió una oficina de prensa de fotografía y trabajó para el servicio secreto de Perón, la Secretaría de Inteligencia. [cita requerida]Fue instructor de tácticas anticomunistas e impartió todo el conocimiento que adquirió trabajando para Alemania durante la guerra. También organizó competiciones de boxeo en el Luna Park para Jan Olij, su viejo amigo de Ámsterdam.
Después de la Revolución Libertadora de 1955, cuando Perón fue derrocado, Riphagen regresó a Europa y viajó por todo el mundo, principalmente por España, Alemania y Suiza. Prefería rodearse de mujeres ricas, que también lo mantenían. Su última dirección conocida fue en Madrid. En 1973, Dries Riphagen, el «peor criminal de guerra en Ámsterdam», murió de cáncer en Montreux.

## Reconocimiento histórico en los Países Bajos
En 1997 dos periodistas neerlandeses y empleados del periódico Het Parool, Bart Middelburg y René ter Steege, publicaron el libro Riphagen, 'Al Capone', één van Nederlands grootste oorlogsmisdadigers (Riphagen, 'Al Capone', uno de los mayores criminales de guerra de los Países Bajos). El libro se basa en las entrevistas dadas con el hijo de Dries Riphagen, Rob, y Betje Wery, quien había colaborado con los alemanes.

## En la ficción
En 2016, se estrenó la película Riphagen, del director Pieter Kuijpers y producida por Pupkin Film de los Países Bajos, siendo el personaje principal interpretado por el actor Jeroen van Koningsbrugge. El guion fue escrito por Thomas van der Ree y Paul Jan Nelisse, y se encuentra basado en el libro de Middelburg y Ter Steege. En 2017, la estación de televisión holandesa VPRO transmitió la película como una serie de tres partes, al igual que el canal argentino Europa Europa.